# Luis José Velázquez
Luis José Velázquez de Velasco, "II marqués de Valdeflores" (Málaga; 5 de noviembre de 1722 - ibídem, 7 de noviembre de 1772), fue un historiador, arqueólogo, antólogo y escritor ilustrado español.

## Biografía
Llamado de nombre completo Luis José Zaccharia Velázquez de Angulo y Cruzado, pertenecía a una familia de la aristocracia malagueña. Era el hijo mayor de Francisco Pascual Velázquez de Velasco y Angulo, XI señor de Valdeflores y señor de Sierra Blanca, y de Margarita Cruzado Sotelo, hija del regidor de Málaga Alonso Cruzado Satico de Figueroa. El origen de su casa noble era el señorío de Valdeflores, de relativa antigüedad pues él era el titular número 12. Su familia ocupaba uno de los puestos de regidor perpetuo de la ciudad de Málaga. Ostentaba además el señorío de Sierra Blanca, y el hábito de la Orden de Calatrava. Fue el rey Carlos III quien elevó el señorío de Valdeflores a marquesado en 1764, aunque fue Luis el que obtuvo la dignidad, computó como segundo marqués (sin tener aún otorgado el Real Despacho), ya que el título se concedió a su padre Francisco Pascual Zacarías Velázquez de Angulo y Rentero (1703-1758) a título póstumo. Murió soltero y está enterrado en la capilla del convento San Pedro de Alcántara, en Málaga.
Con una formación inicial en latín, adquirida en su ciudad natal, a partir de 1735 estudió jurisprudencia y filosofía aristotélica en el Colegio Imperial de San Miguel de Granada, regido por los jesuitas, y se doctoró en teología en Roma en 1745. A la vez, se dedicó a los estudios literarios e históricos por los que sería mejor conocido. En 1743 fue admitido con el nombre de «Caballero Doncel del Mar» en la Academia del Trípode que se reunía en el palacio del Conde de Torrepalma en Granada, y en 1750, llamándose «el Marítimo», en la Academia del Buen Gusto, inspirada por la Poética de Ignacio de Luzán, que se reunía en la casa de la marquesa de Sarria en Madrid; allí conoció entre otros a Blas Nasarre y a Agustín Montiano y Luyando, primer director de la Real Academia de la Historia. Frecuentó también la tertulia de la Fonda de San Sebastián. 
Protegido por el marqués de la Ensenada desde su llegada a Madrid en 1748, fue elegido académico supernumerario de la Real Academia de la Historia en abril de 1751. Solo un año después, por mediación de Ensenada, Fernando VI le nombró caballero de la Orden de Santiago y le confió la misión de redactar una «nueva Historia General de la Nación», tras haber sido comisionado por la Academia «para inquirir y recoger las antigüedades de todo el reino». Se conserva, redactada por Ensenada, la Instrucción que ha de observar Don Luis Velázquez de la Real Academia de la Historia, en el viaje a que está destinado para averiguar y reconocer las antigüedades de España (11 de febrero de 1752). El proyecto de redacción de una historia civil, encargada a Valdeflores, debía completarse con una obra semejante de carácter eclesiástico encargada a Francisco Pérez Bayer, ambas coordinadas por Andrés Marcos Burriel.
Inmediatamente emprendió viaje a Extremadura por donde había previsto iniciar sus investigaciones. Tras la caída de Ensenada, en 1754, vio interrumpido el cobro de la pensión mensual de tres mil reales que recibía por los trabajos que se le habían encomendado, habiendo completado el viaje a Extremadura y a buena parte de Andalucía, aunque durante un tiempo prosiguió con ellos por su cuenta. Durante tres años recopiló inscripciones antiguas y otros documentos reunidos en la Colección de Documentos de la Historia de España hasta 1516, compuesta por 30 tomos conservados en la Real Academia de la Historia. Fruto de esos tres años es su Viaje de España, publicado en 1765, pero al mismo tiempo prosiguió con sus estudios de literatura que se iban a concretar en sus Orígenes de la poesía castellana del mismo año 1754 y con dedicatoria a Ensenada. 
Retirado en Málaga, publicó en 1759 Anales de la nación española desde el tiempo más remoto hasta la entrada de los romanos, sacados únicamente de los escritores originales y monumentos contemporáneos, seguido de las Conjeturas sobre las medallas de los reyes godos y suevos de España, en los que aprovechaba las informaciones obtenidas en sus viajes. Muerto Fernando VI y levantado el destierro de Ensenada, Valdeflores fue recompensado con el marquesado. Pero una sátira política, Colección de diferentes escritos relativos al Cortejo, publicada en 1763, iba a ser causa de su caída en desgracia. Pedro Rodríguez de Campomanes, rival de Ensenada y competidor intelectual de Velázquez, fue nombrado director de la Academia en 1764, con lo que su posición en el mundo intelectual quedó seriamente comprometida. El mismo año, a la vez que daba a la luz su Cronología de los musulmanes en España, y tras imprimir una segunda edición de la citada sátira, fue detenido por orden de Carlos III y sus papeles confiscados y puestos a disposición del gobierno.
Tras el motín de Esquilache (1766) se vio implicado en la redacción del documento que los amotinados hicieron firmar al presidente del Consejo de Castilla (el obispo de Cartagena, Diego de Rojas y Contreras), y se le atribuyó la autoría de alguno de los pasquines contra Esquilache. La Pesquisa Secreta posterior (dirigida por su enemigo Campomanes) llegó a la conclusión de que su papel no fue casual ni inocente, y que respondía a su relación con los jesuitas (era amigo del padre López y otros) y los llamados ensenadistas. Condenado de nuevo, se le mantuvo en prisión entre 1766 y 1772, primero en Alicante y más tarde en el Peñón de Alhucemas, tras lo cual se relajó su situación, quedando reducida, en enero de 1772, al destierro en sus propiedades de Málaga, ciudad de la que, como su padre, era regidor perpetuo.
A los pocos meses de llegar le sobrevino una apoplejía de la que no se recuperó, falleciendo el 7 de noviembre de 1772, recién cumplidos los 50 años. Fue sepultado en la cripta familiar de la iglesia del convento de San Pedro de Alcántara. Dejó una enorme cantidad de legajos y varias obras inéditas, que se conservan desde 1796 en la Real Academia de la Historia, materiales de gran valor que sólo en el último decenio, y poco a poco, van siendo sacados a la luz y mejor conocidos.

## Obras
En Anales de la nación española desde el tiempo más remoto hasta la entrada de los romanos, sacados únicamente de los escritores originales y monumentos contemporáneos divide la historia en tres tiempos: desconocido, fabuloso e histórico propiamente dicho. El desconocido comprende la etapa que no ha dejado prácticamente restos de su existencia; el fabuloso es el conocido a través de mitos a los que se remite. El histórico como tal comienza con la escritura descifrada y con el aumento considerable de datos objetivos. Sus Anales se refieren, casi todos, a Tartessos y Turdetania. Su Ensayo sobre los alfabetos de las letras desconocidas editado en Madrid en 1752 refiere sobre todo datos de Andalucía. Para él, el alfabeto turdetano dimana casi todo del griego antiguo; estudió las medallas de Obulco (Porcuna), interpretando en sus reversos los nombres de los antiguos dioses turdetanos, como Isis y Osiris, prueba de la constante orientalización de la cultura andaluza. También trabajó sobre la inscripción “Aimphat", que, según él, alude a Amba, "un pueblo antiguo de la Bética". Por otra parte, observó que los toros y lunas crecientes son inscripciones frecuentes en las medallas y monedas turdetanas. 
En Orígenes de la poesía castellana (Málaga, 1754), estudia la influencia fundamental que la poesía islámica-andalusí tuvo sobre la cristiana-medieval; la obra fue muy leída en su pronta traducción al alemán por parte del hispanista Johann Andreas Dieze, y sirvió para informar de la literatura española a los nacientes románticos alemanes. También escribió estudios políticos y ensayos sobre Luis de Góngora, Arnobio, etc. Editó las poesías del bachiller Francisco de la Torre, que equivocadamente atribuyó a Francisco de Quevedo, su primer editor. Sus poesías no han sido impresas sino fragmentariamente.